# Sheila Michaels
Sheila Babs Michaels, également connue sous le nom de Sheila Shiki-y-Michaels (8 mai 1939, Saint-Louis - 22 juin 2017), est une historienne et militante américaine des droits des femmes et des droits civiques.

## Biographie
Originaire du Missouri, Sheila Babs Michaels est la fille d’Alma Weil Michaels, dramaturge et productrice de théâtre, et d’Ephraim London, avocat des droits civiques, qu’elle ne rencontrera qu’à l’âge de quatorze ans. Elle hérite du nom de famille du mari de sa mère, Bill Michaels, un représentant de chaussures pour Edison Brothers Stores à Saint-Louis, bien qu'il ne soit pas son père.
Elle est âgée de trois ans, lorsque sa mère se sépare de son mari. Ne souhaitant cependant pas vivre avec une jeune enfant à ses côtés, elle décide d’envoyer Sheila, chez ses grands-parents maternels, Irving et Frances (Feigela) Weil, dans le Bronx à New York.
À l’âge de huit ans, elle retourne vivre avec sa mère et son second mari Harry H. Kessler, un riche métallurgiste. Elle reçoit alors le nom de famille de Kessler. À la suite de son arrestation à Atlanta en 1963, sa mère et Harry Kessler, désapprouvant son activisme politique, lui demandent d'arrêter d'utiliser ce nom. En effet, son beau-père craint que ses engagements nuisent aux relations commerciales qu’il entretient avec des clients dans le Sud. En conséquence, elle redevient Sheila Michaels,.
En 1957, elle obtient son diplôme d'études secondaires à St. Louis. Après le lycée, elle fréquente le College of William & Mary, mais est expulsée en partie pour avoir rédigé des articles antiségrégationnistes en tant que membre du conseil du journal du campus. En octobre 1959, Sheila Michaels s'installe à New York et partage un appartement avec une autre militante des droits civiques, Mary Hamilton.  
Elle voyage et travaille à Singapour, en Turquie, en Inde, au Laos, en Corée et au Japon. Elle se marie avec Hikaru Shiki, un chef japonais à New York. Ensemble, ils dirigent pendant près de dix années un restaurant japonais. Le couple divorce.
Sheila Michaels meurt d’une leucémie aiguë, le 22 juin 2017.

## Ms. Sheila Michaels
Dès le début de son militantisme, Sheila Michaels popularise l’utilisation moderne du terme honorifique Ms., après l’avoir lu sur l'adresse de l'exemplaire de News & Letters, une publication marxiste, envoyée à sa colocataire, Mary Hamilton,.
Pour l’activiste dont les parents ne sont pas mariés l'un avec l'autre, et qui n'a pas été adoptée par son beau-père, ce titre reflète entièrement sa situation, celle de ne pas être « détenue» par un père et de ne pas vouloir être « détenue » par un mari. Ses efforts, pour promouvoir son utilisation dans la sphère publique sont dans un premier temps ignorés par les mouvements féministes naissants.
Ardente féministe, elle rêve depuis longtemps de trouver un titre pour combler une lacune dans le lexique anglais, un terme pour les femmes qui, comme « Monsieur », qui ne serait pas directement lié au statut marital de la personne concernée. Ses motivations étaient personnelles aussi bien que politiques. Sheila Michaels a une vision plutôt sombre du mariage, en partie à cause des expériences de sa mère dans et hors mariage.
En 1969, Sheila Michaels défend une nouvelle fois son positionnement sur WBAI, station de radio newyorkaise. Elle intervient comme l’une des membres de The Feminists, un groupe d'extrême-gauche consacré aux droits des femmes. Le terme Ms. attire alors l'attention de la militante Gloria Steinem qui, en 1971, choisit de donner le nom de Ms. à sa revue féministe et libérale fondée avec l’avocate Dorothy Pitman Hughes.

## Engagements
Dès son arrivée à New York, Sheila Michaels devient membre du Congress of Racial Equality (CORE). En 1962, elle rejoint l'organisation au Mississippi, où elle s’implique également dans le Student Nonviolent Coordinating Committee (SNCC). L’année suivante, elle est nommée secrétaire de terrain,. 
Au Tennessee, elle travaille comme rédactrice en chef du Knoxville Crusader, un journal sur les droits civils. Son co-éditeur est Marion S. Barry Jr., le futur maire de Washington.
En 1975, elle s’installe au Laos, travaillant avec des enfants blessés pendant la guerre du Vietnam. Elle travaille ensuite comme historienne orale et propose différents reportages autour des actions du Congress of Racial Equality.
Sheila Michaels a conduit un taxi à New York pendant près de dix ans. De ces rencontres, elle rédige de courts articles d'observation sur ses passagers pour le New York Magazine.
Les documents de Sheila Michaels sont archivés dans la bibliothèque McCain à l’University of Southern Mississippi.